# Вогнем і мечем (фільм)
«Вогне́м і мече́м» — польський історичний фільм режисера Єжи Гоффмана, що вийшов 1999 року. В основу фільму ліг однойменний роман Генрика Сенкевича «Вогнем і мечем». Хоча цей роман був створений письменником першим у трилогії, Гоффман екранізував його останнім, після «Потопу» і «Пана Володийовського». Одночасно з кіноверсією була вироблена телевізійна версія — міні-серіал.

## Сюжет
Ян Скшетуський, посол князя Яреми Вишневецького, повертається із завдання з Криму. На шляху він рятує життя козацькому полковнику Богдану Хмельницькому. Під час перепочинку в корчмі заприятелював з двома шляхтичами Яном Заглобою і Лонгинусом Підбийп'ятою, які мали можливість побачити, як Скшетуський справляється з нахабним старостою Чаплинським. У подальшу дорогу вирушають разом. Невдовзі натрапляють на розбиту карету княгині Курцевич. Та допомагають у цій складній ситуації племінниці померлого чоловіка княгині, Гелені.
Хмельницький організовує на Січі велике повстання козаків, яких підтримали кримські татари. Бунтівники перемагають польські коронні війська під Жовтими Водами й Корсунем. Бунт намагається «втопити в крові» князь Ярема Вишневецький, якому служать Скшетуський з Підбийп'ятою. Військові обов'язки відривають Скшетуського від його коханої Гелени. І він не в змозі захищати її від загроз війни та закоханого в неї козака, Богуна.
Військо Вишневецького не може розраховувати на допомогу інших магнатів, бо вони бажають домовитися з козаками. Посполите рушення, яких зібрали під Пилявцями, втікає від звістки про прибуття татар. Військо князя зводять укріплення у фортеці Збараж, де бере в облогу їх величезна армія Богдана Хмельницького і хана Іслама Гірея. Шляхта, в числі кільканадцяти тисяч солдатів захищається хоробро, але не має шансів проти такої великої сили.
Князь відсилає Підбийп'яту, щоб він прокрався через табір козаків і сповістив короля про важке становище війська. Лонгинус Підбийп'ятка гине від стріл, з молитвою на устах. Ця місія вдається Скшетуському, завдяки якому король Ян II Казимир рушає з підмогою на Збараж.
Князь, Скшетуський і Заглоба стають героями, рятують Гелену, а крім того ловлять Юрка Богуна (але Ян Скшетуський прощає йому викрадення Гелени та відпускає).

## Політичне тло
Хоча оригінально роман є першою частиною Трилогії, фільм вийшов останнім у кіноверсії Гоффмана, який відзнятий після фільмів «Потоп» (1974) і «Пан Володийовський» (1969).
Окрім іншого, причиною цього могло бути небежання викликати політичну напругу між Польською Народною Республікою і Українською РСР. Кінознімання знову підіймало політично складні теми польсько-українських стосунків (іншим зупиненим проєктом був «Тарас Бульба» за Гоголем), що не дуже віталося Радянським Союзом.

## Актори
- Богдан Ступка — Богдан Хмельницький;
- Олександр Домогаров — Юрко Богун (озвучує Яцек Розенек);
- Кшиштоф Ковалевський — Ян Заглоба;
- Міхал Жебровський — Ян Скшетуський;
- Збіґнєв Замаховський — Міхал Володийовський;
- Ізабелла Скорупко — Гелена Курцевич;
- Анджей Теодор Северин — Ярема Вишневецький;
- Віктор Зборовський — Лонгинус Підбийп'ята;
- Войцех Малайкат — Жендзян;
- Єва Вишневська — княгиня Курцевич;
- Мацей Козловський — Максим Кривоніс;
- Марек Кондрат — Ян II Казимир;
- Руслана Писанка — відьма Горпина;
- Анджей Печинський — Черемис;
- Даніель Ольбрихський — Тугай-Бей;
- Лешек Телешинський — ксьондз Муховецький;
- Єжи Боньчак — староста Чаплинський;
- Анджей Копичиньський — Зацвіліховський;
- Густав Голоубек — Адам Кисіль;
- Адам Ференци — кримський хан Іслам III Гірей;
- Густав Люткевич — отаман Барабаш;
- Кшиштоф Гоштила — Єжи Осолінський;
- Йоанна Бродзік — молода русинка, наречена;
- Дмитро Миргородський — кошовий отаман;
- Анджей Щитко — кошовий отаман;
- Шимон Кобилинський — Миколай Остроріг;
- Ян Юревич — шафер на весіллі;
- Марек Фронцковяк — вахмістр на весіллі;
- Бартош Обухович — хлопець;
- Бернард Ладиш — дід Лірник.

## Нагороди
- Нагороди XXIV фестивалю польських художніх фільмів в Гдині (1999):
  - За монтаж (Мартин Бастковський, Цезар Гшесіу)
  - За сценографію (Анджей Халинський)
  - За творчу екранізацію епопеї Сенкевича, нагорода Голови правління польського телебачення (Єжи Гофман).
- Фестиваль польських фільмів в Чикаго — «Złote Zęby — приз глядацьких симпатій» (Єжи Гофман) 1999.
- Діамантовий Квиток товариства «Kina Polskie» для фільму, перегляди якого в кінотеатрах набрали найбільше глядачів — Єжи Гоффман (1999)
- Третя Церемонія вручення «Орлів», 2000:
  - Призер — Найкраща жіноча роль другого плану — Єва Вишневська
  - Призер — Найкращий продюсер — Єжи Михалюк, Єжи Гоффман
- «Золота Качка» в категорії: найкращий польський фільм в 1999 році — Єжи Гофман (2000)
- Міжнародний фестиваль слов'янських і православних фільмів у Москві — Перша нагорода — Єжи Гоффман (2000)
- TP SA музичний та кінофестиваль — «Нагорода Філіппа» в категорії «оригінальна і адаптована в польському фільму музика» — композитор Кшесимир Дебський (2000)

## Історичні невідповідності
- Вінницького полковника звали Іван Богун (а не Юрко) і він був одруженим, мав двох дітей на час повстання. У фільмі показано поєдинок між Богуном та Володийовським, в якому Богун був поранений. В дійсності цього поєдинку не було.
- У фільмі битва під Жовтими Водами триває 2 дні і причиною поразки польського війська стала погана погода. В дійсності битва тривала понад 2 тижні й причиною поразки поляків була тактика та навички козаків.
- У фільмі показано, що Скшетуський врятував життя Хмельницькому від нападу розбійників. В дійсності такого не було.
- У фільмі показано козаків голодранцями, хоча ударну частину козаків становили колишні наймані солдати Тридцятилітньої війни: це були добре екіпіровані й озброєні воїни, що вміли тримати стрій, знали диверсійну і саперну справу, мали хорошу польову артилерію. Усього з війни повернулося близько сорока тисяч. Козаки-реєстровці ж були або шляхтою (драгуни і улани), або значковими товаришами гусарів (у почті Скшетузького були яскраві представники такого роду війська, стояли у задніх рядах гусарів, підтримували атаку лави лицарів). Руська шляхта була яскраво вбраною і була добре забезпеченою зброєю, обладунками і бойовими кіньми.
- У фільмі показано атаку легкої козацької кінноти (і татарської легкої кінноти) на гусарів. Це історично неможливо: козаки й татари стріляли із сідел і відступали, ударної холодної зброї не мали. Ця тактика збереглася і в кубанців до Другої світової. Лансменами були донські козаки — однак у фільмі їх немає. Історично був факт застосування важкої (броньованої і з піками) кінноти Богуна проти гусарів — результат невідомий.
- У фільмі польська кіннота топче козацьких пікінерів, а потім ті переганяють гусарських коней, коли втікають. Подібне було б неможливо у принципі і показано у фільмі «для краси»: поляки дуже шанують своїх гусарів.
- Пияцтво під час походів вважалось у козаків карним злочином, у фільмі ж вони показані п'яницями.

## Сприйняття
- Оцінка на сайті IMDb — 7,1/10.[2]

## Особливості картини

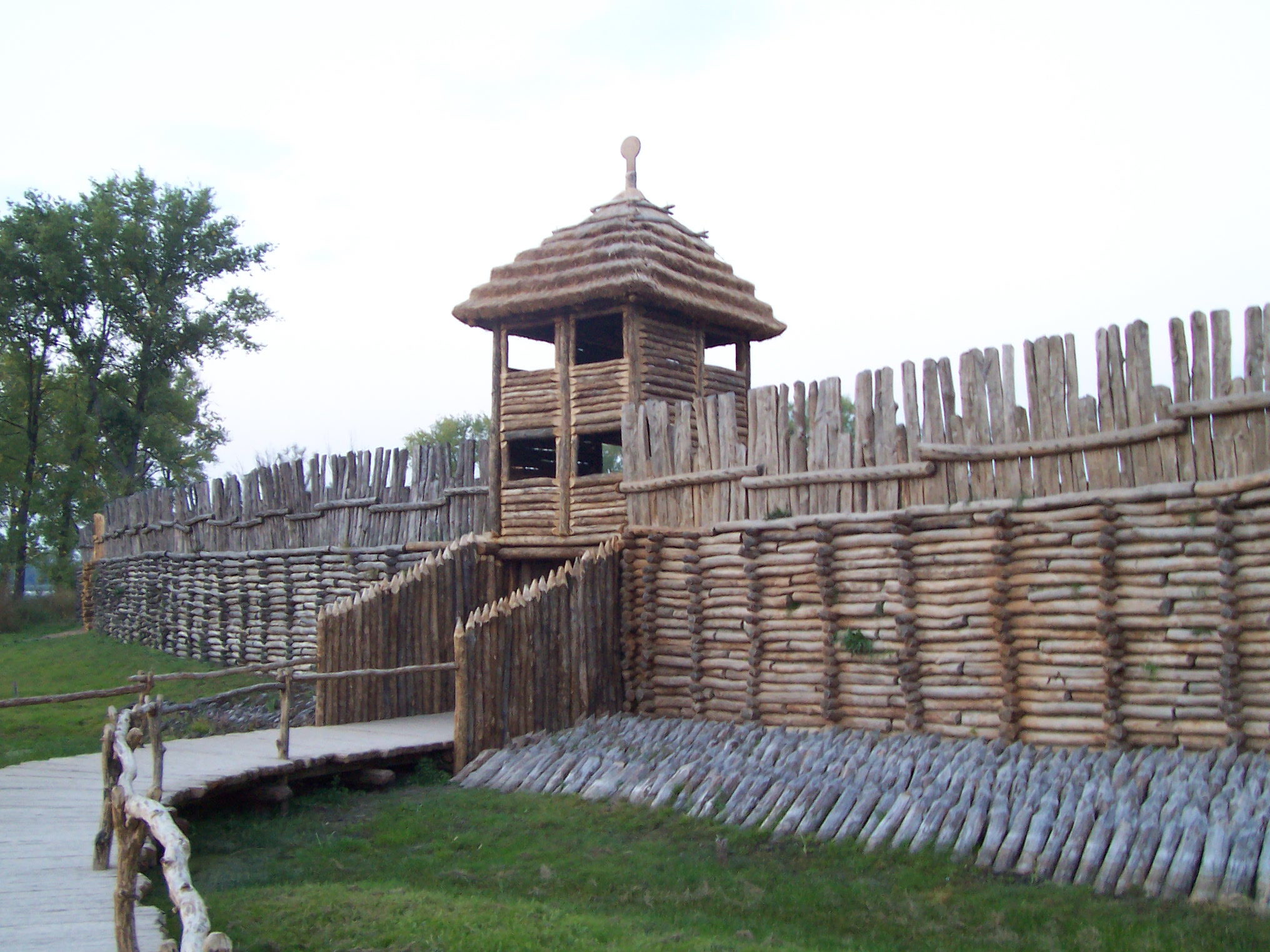
Біскупинське городище

- «Вогнем і мечем» став одним із найбільш відвіданих польських фільмів у Польщі за числом глядачів після 1989 року — 7,15 млн осіб.
- Спецефекти до фільму створила фірма «Machine Shop», яка до того працювала над такими фільмами, як «Термінатор-2» та «Хоробре серце».
- Фільм посідає друге місце в списку найдорожчих польських фільмів.
- Частину стрічки знято в скансені Музеї мазовецького села в Серпці, побудовані там макети можна побачити сьогодні, а також у Біскупинському городищі
- Знімальний період тривав від 6 жовтня 1997 до 28 червня 1998.
- Один з саундтреків до фільму — «Наливаймо, браття» Вадима Крищенка і Віктора Лісовола було використано у стрічці без жодного дозволу чи згадки про авторів[3].